# Franciszek Trewani
Franciszek Trewani alias Cassaragi herbu własnego (zm. po 1664) – inżynier wojskowy.

## Życiorys
Franciszek był synem architekta Giovanniego Battisty Trevana i Elżbiety Cannagi. W Polsce osiedlił się, razem z ojcem, za panowania Władysława IV, którego został dworzaninem. Król cenił jego wiedzę i zdolności w dziedzinie inżynierii wojskowej, zwłaszcza w budowie fortyfikacji. W latach 1648–1654 walczył przeciw powstańcom Chmielnickiego i Tatarom. Wyróżnił się w bitwie pod Beresteczkiem. Wziął udział w 
wojnie ze Szwecją, był także uczestnikiem wyprawy zadnieprzańskiej Jana Kazimierza podczas wojny z Rosją w latach 1663/1664.
W 1662 na sejmie w Warszawie Franciszek Trewani za zasługi wojenne przy budowie fortyfikacji polowych pod Sokalem i Beresteczkiem oraz zasługi ojca, który walczył i został ranny pod Smoleńskiem (1633-1634), otrzymał indygenat i herb. Dyplom przyjmujący Trewaniego w poczet szlachty polskiej podpisał 20 kwietnia 1662 król Jan Kazimierz.